# Marzsina község
Marzsina község (románul: Comuna Margina) község Temes megyében, Romániában. Központja Marzsina, beosztott falvai Bulza, Béganyiresd, Bégaszentes, Felsőkastély, Kiskossó, Marosgórós, Nemcse, Zorány.

## Népessége
A 2011-es népszámlálás adatai alapján a község népessége 2186 fő volt.